# 蒋玉菡

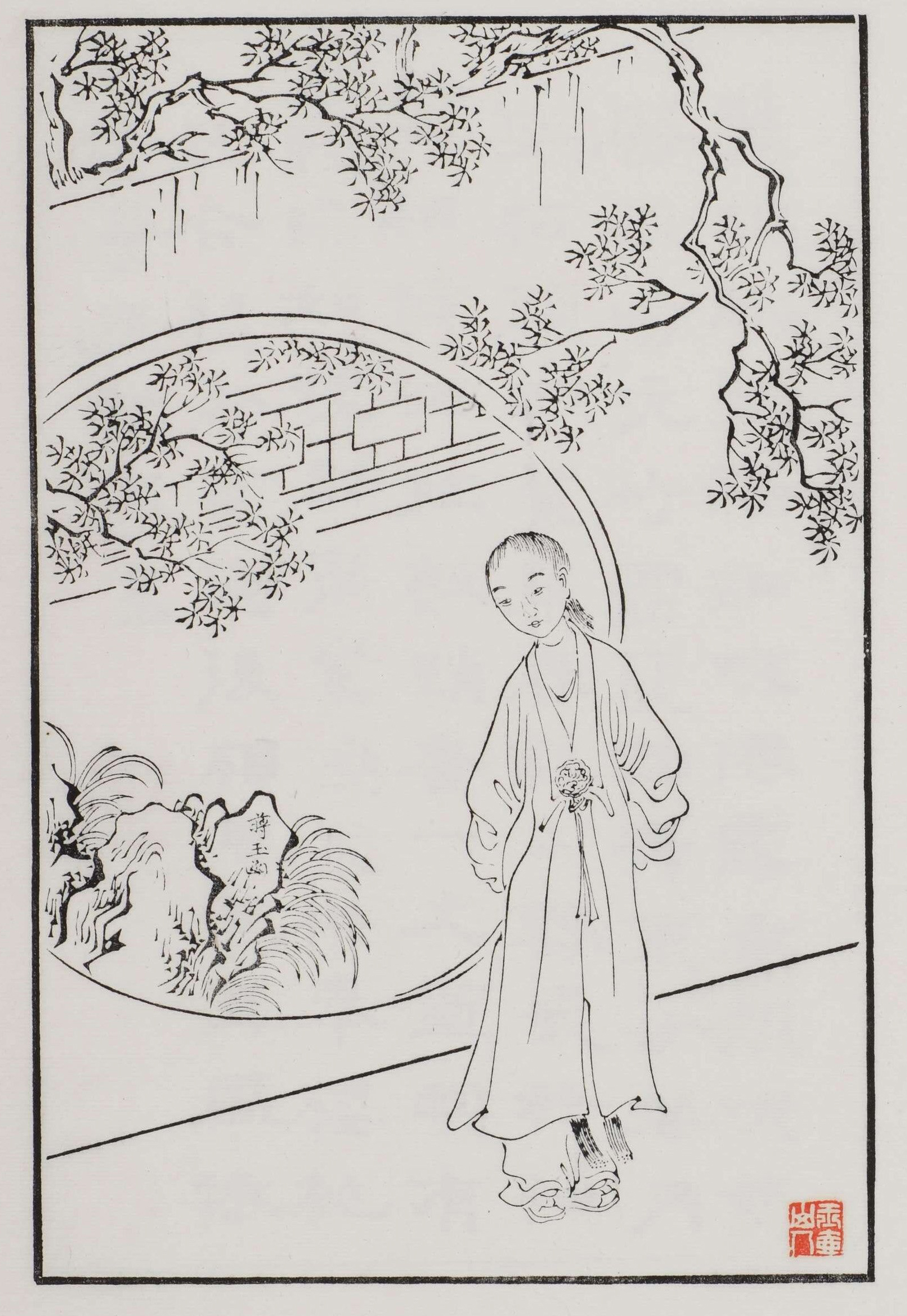
改琦绘，出自《红楼梦图咏》

蒋玉菡，《红楼梦》人物，戏班演员，擅唱小旦，小名琪官（一作棋官）。贾宝玉曾以玉玦扇坠和袭人所给松花汉巾相赠，蒋玉菡回赠以北静王所赐茜香国女国王贡奉的大红汉巾。